# ベルトランド・デ・オルレアンス・イ・ブラガンサ
ベルトランド・マリア・ジョゼ・ピオ・ジャヌアリオ・ミゲル・ガブリエル・ハファエル・ゴンザーガ・デ・オルレアンス・イ・ブラガンサ・イ・ヴィッテルスバシュ（ポルトガル語:Bertrand Maria José Pio Januário Miguel Gabriel Rafael Gonzaga de Orléans e Bragança e Wittelsbach, 1941年2月2日 - ）は、ヴァソウラス系ブラジル帝位請求者、ブラジル皇帝家家長。帝政支持者たちからは「ベルトランド1世」（Bertrand I）と見なされている。

## 経歴
ブラジル帝室家長ペドロ・エンリケと、その妻でバイエルン王ルートヴィヒ3世の孫娘であるマリア・エリーザベトとの間の三男として、フランスで誕生。
ベルトランドの出生時、ブラジル共和国政府によるブラジル皇帝一族に対する追放処分は解除されていたが、ペドロ・エンリケ一家がブラジルに帰還したのは第2次世界大戦後であった。ヴァソウラス系ブラジル帝室は最初にリオ・デ・ジャネイロ州、次いでパラナ州に居を構え、ベルトランドはそれらの地域で成長した。サンパウロ大学に入学し、1964年に法学の学位を取得した。現在もサンパウロに居住している。
次兄エウデスは1966年に平民との貴賤結婚に際して継承権を放棄したため、2022年に長兄ルイス・ガスタンの後を継いで名目上のブラジル帝位を継承し、「ベルトランド1世」（Bertrand I）となった。ベルトランドは未婚で子供がないため、死後は弟で、兄弟の中でただ一人対等結婚をしたアントニオ・ジョアンの子孫が名目上の帝位を受け継ぐ予定である。伝統的カトリック教徒 (en) として、南米では極右と目されているカトリック団体「伝統・家族・財産を守るアメリカ人協会（TFP）」 (en) に所属している。帝政支持者らはこれを危惧し、ルイスを廃帝、ベルトランドを廃嫡し、アントニオ・ジョアンを帝位に、と望んでいたが、所詮名目上の帝位であるし兄達を遠ざけたくない、と兄達を退けて相続することを断っている。
ベルトランドはブラジルにおける帝政復活支持を広げる活動を展開している。1889年にブラジル帝国の崩壊以降、これまでで唯一の帝政復古の機会であった1993年のブラジル国民投票の実現に当たり、当時の当主であった長兄ルイス・ガスタンと共に中心的な役割を果たした。この国民投票において、ブラジル人は統治形態として大統領制と議院内閣制のどちらをとるか、また国制として共和制か立憲君主制のどちらをとるか、を選ぶことになった。帝政支持票は期待したほど獲得できず13%に止まり、帝政復古は成らなかった。

オルレアンス・イ・ブラガンサ王朝の紋章

| 爵位・家督            | 爵位・家督                                                           | 爵位・家督                   |
| --------------------- | -------------------------------------------------------------------- | ---------------------------- |
| 先代 ルイス・ガスタン | 〈名目上〉ブラジル皇帝 ブラジル皇帝家（ヴァソウラス系）家長 2022年 - | 次代 - 推定相続人:ハファエル |